# Hessischer Rundfunk

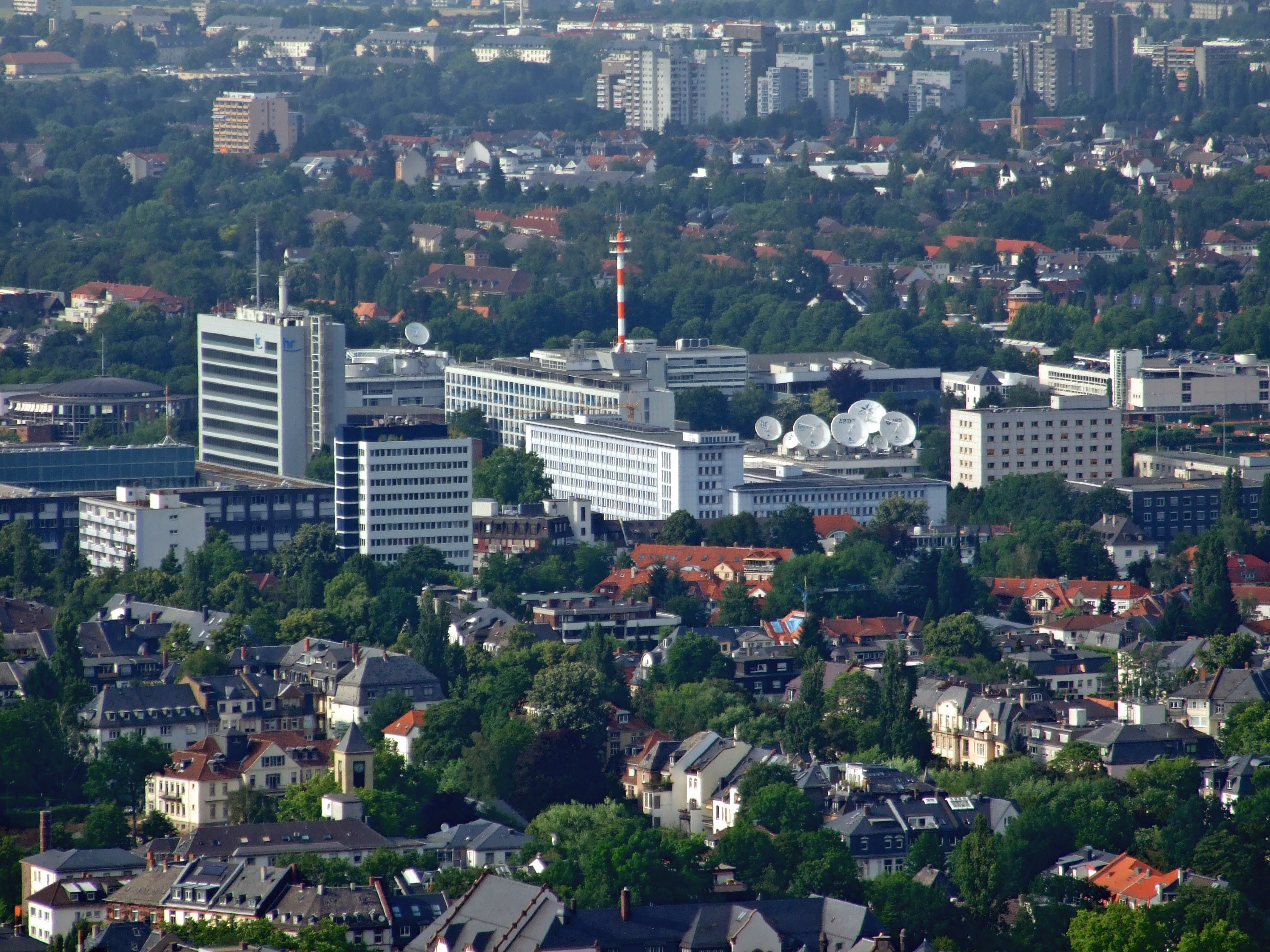
Hessischer Rundfunk (2007)

La Hessischer Rundfunk (litt. « Radiodiffusion hessoise ») est un organisme de droit public basé à Francfort, membre de l'ARD (Communauté de travail des établissements de radiodiffusion de droit public de la République Fédérale d’Allemagne).

## Description
Il s'agit du service public audiovisuel pour le Land de Hesse. La Hessischer Rundfunk édite la chaîne de télévision HR Fernsehen et plusieurs stations de radio.

## Orchestres
La Hessischer Rundfunk finance et gère deux orchestres :
- Le hr-Sinfonieorchester (Orchestre Symphonique de la Radio de Francfort)

L'Orchestre Symphonique de la Radio de Francfort, fondé en 1929 sous le nom de Radio Francfort (le prédécesseur de l'Hessischer Rundfunk), est un ensemble de renommée internationale. Avec ses 112 musiciens, il présente toute la gamme du répertoire symphonique, de la période baroque à la
musique contemporaine et réalise des formats de concert innovants ainsi que des projets expérimentaux. Son principal lieu d'activité est l'état de Hesse. L'orchestre se produit régulièrement au sein des grands festivals et effectue de nombreuses tournées internationales. Depuis septembre 2014, Andrés Orozco-Estrada est directeur musical de l'Orchestre Symphonique de la Radio de Francfort. Les chefs principaux de cet orchestre furent Dean Dixon, Eliahu Inbal, Dmitry Kitajenko, Hugh Wolff et Paavo Järvi.
- Le hr-Bigband (Big Band de la Radio de Francfort)

Le Big Band de la Radio de Francfort a été fondé en 1946 comme Orchestre de Danse de la Radio de Francfort. Il est devenu le jazz big band dans les années 70 et met l'accent sur les concerts. Avec environ 50 concerts par an, il couvre un large éventail de styles de jazz et ose, au-delà des frontières musicales, la pop, les musiques issues de cultures étrangères et la musique électronique. Après avoir été pendant trois ans Artiste en résidence, Jim McNeely devint en 2011 chef principal du Big Band de la Radio de Francfort.

## Programmes notables
- Abendstudio (1948–2003)
- Die Hesselbachs (1949–1967)

## Animateurs notables
- Peter Frankenfeld
- Susanne Fröhlich
- Bernhard Grzimek
- Hans-Joachim Kulenkampff